# Oliver Dlouhý
Oliver Dlouhý (* 7. ledna 1988) je zakladatel a výkonný ředitel  vyhledávače letenek Kiwi.com.
Je mladším bratrem herců Vladimíra Dlouhého a Michala Dlouhého.

## Vzdělání
V letech 1999–2007 absolvoval osmileté gymnázium v Jindřichově Hradci a pokračoval ve studiu na NEWTON College v Brně v letech 2011–2013.

## Podnikání
Podnikal prodejem borůvek u rakouských hranic a později prodával elektronické cigarety. V roce 2012 založil vyhledávač letenek Skypicker, později jej přejmenoval na Kiwi.com. V roce 2012 se vyhledávač letenek umístil v žebříčku New York Times jako jeden z deseti nejužitečnějších webů pro cestovatele. V rámci podnikání v leteckém businessu si dělá tzv. pilotní průkaz. V roce 2015 držel ve společnosti Kiwi.com podíl ve výši 30,6 %, od roku 2019 odpovídá jeho podíl cca 20%. 

## Ocenění
V soutěži „EY Podnikatel roku 2017“ získal titul „EY Začínající podnikatel roku“.
3. března 2020 mu premiér Andrej Babiš předal cenu Podnikatel roku 2019, ve kterém byl obrat firmy Kiwi.com přes 30 miliard Kč.